# La Enconada
La Enconada ist eine Ortschaft im Departamento Santa Cruz im südamerikanischen Anden-Staat Bolivien.

## Lage im Nahraum
La Enconada ist der zweitgrößte Ort im Municipio San Juan de Yapacaní in der Provinz Ichilo. Die Ortschaft liegt auf einer Höhe von 259 m an einem Zufluss zum Río Yapacaní vor den bolivianischen Voranden-Ketten im Feuchtgebiet zwischen dem Río Yapacaní und dem Río Piraí.

## Geographie
La Enconada liegt östlich vorgelagert der bolivianischen Cordillera Oriental am Rande des bolivianischen Tieflandes.
Die Jahresdurchschnittstemperatur der Region liegt bei etwa 24 °C (siehe Klimadiagramm Santa Fe de Yapacaní) und schwankt nur unwesentlich zwischen knapp 21 °C im Juni und Juli und gut 26 °C von November bis Januar. Der Jahresniederschlag beträgt etwa 1800 mm, bei Monatsniederschlägen zwischen 60 mm im Juli und durchschnittlichen Höchstwerten von 200 bis 300 mm in den Sommermonaten von Dezember bis Februar.

## Verkehrsnetz
Südöstlich von La Enconada in einer Entfernung von 169 Straßenkilometern liegt Santa Cruz, die Hauptstadt des Departamentos.
Von La Enconada führt in südlicher Richtung eine Landstraße über San Juan de Yapacaní auf 49 Kilometer nach Santa Fe de Yapacaní, das an der 1657 Kilometer langen Nationalstraße Ruta 4 liegt, die von Tambo Quemado an der chilenischen Grenze in West-Ost-Richtung das gesamte Land durchquert und nach Puerto Suárez an der brasilianischen Grenze führt. Von Santa Fe de Yapacaní aus sind es in östlicher Richtung 15 Kilometer bis Buena Vista, weitere 48 Kilometer bis Guabirá bei Montero, und noch einmal 57 Kilometer in südlicher Richtung bis Santa Cruz.

## Bevölkerung
Die Einwohnerzahl der Ortschaft ist in den vergangenen beiden Jahrzehnten auf mehr als das Doppelte angestiegen:
| Jahr | Einwohner | Quelle       |
| ---- | --------- | ------------ |
| 1992 | 395       | Volkszählung |
| 2001 | 718       | Volkszählung |
| 2012 | 996       | Volkszählung |
| 2024 |           | Volkszählung |

Aufgrund der in der zweiten Hälfte des 20. Jahrhunderts erfolgten Zuwanderung aus dem Altiplano weist die Region einen gewissen Anteil an Quechua-Bevölkerung auf, im Municipio San Carlos sprechen 23,8 Prozent der Bevölkerung Quechua.